# KPIX-TV
KPIX-TV是美國加利福尼亞州舊金山灣區一個開播於1948年的電視台，主要由CBS拥有和经营。KPIX-TV的演播室位於舊金山金融區北側的百老汇街和巴特利街的演播室。KPIX的发送器位于Sutro Tower。